# Ananda
Ananda este cel de-al optulea material discografic de studio al interpretei mexicane Paulina Rubio. Albumul a fost lansat în Mexic pe data de 16 septembrie 2006 și pe data de 19 septembrie 2006 în Statele Unite ale Americii. Discul a câștigat locul 25 în Billboard 200 și a înregistrat vânzări de peste un milion de exemplare la nivel mondial.
Materialul a beneficiat de promovare prin intermediul turneului Amor, Luz y Sonido și al extraselor pe single „Ni Una Sola Palabra”, „Nada Puede Cambiarme”, „Ayúdame” și „Que Me Voy a Quedar”, ultimele trei obținând clasări mediocre. Discul este disponibil și în România.

## Lista cântecelor
1. „Ni Una Sola Palabra” (Xabier San Martín) – 3:52
2. „Nada Puede Cambiarme” (Fernando Montesinos) – 3:38
3. „Ayúdame” (Coti Sorokin, Paulina Rubio) – 3:56
4. „N.O.” (Eric Sanicola, Brooke Ross, Gustavo Celis, Nika Garcia) – 3:26
5. „Que Me Voy a Quedar” (Julieta Venegas) – 3:20
6. „Aunque No Sea Conmigo” (Chago Díaz, Alfonso Herrera) – 3:39
7. „No Te Cambio” (Juanes) – 3:41
8. „Retrato” (Cachorro López, Sebastian Schon, Sandra Baylac) – 3:13
9. „Miénteme Una Vez Más” (Maria Christensen, Jonnie „Most” Davis, Marc Nelkin, Schon) – 3:36
10. „Hoy” (Adrian Sosa) – 3:54
11. „Lo Que Pensamos” (Paulina Rubio, Aureo Baqueiro) – 3:48
12. „Tú y Yo” (Paulina Rubio,Marcelo Berestovoy, Tricky Stewart) – 3:35
13. „Sin Final” (Cachorro López, Sebastian Schon) – 5:57

Cântece bonus distribuite prin iTunes
- „Me Siento Mucho Mas Fuerte” - 3:09
- „Ni Una Sola Palabra” [videoclip] - 3:53
- Broșură digitală

## Clasamente
| Clasament                  | Poziția maximă | Referință |
| -------------------------- | -------------- | --------- |
| Argentina Albums Chart     | 15             | [ 5 ]     |
| European Albums Chart      | 59             | [ 6 ]     |
| Finland Albums Chart       | 3              | [ 7 ]     |
| Mexic Albums Chart         | 1              | [ 8 ]     |
| Spain Albums Chart         | 2              | [ 7 ]     |
| Billboard 200              | 25             | [ 6 ]     |
| Billboard Latin Pop Albums | 1              | [ 6 ]     |
| Billboard Top Latin Albums | 1              | [ 6 ]     |